# Singapore
Singapore (uitspraak: [ˈsɪŋ(ɡ)apur]), officieel de Republiek Singapore (Engels: Republic of Singapore; Maleis: Republik Singapura; vereenvoudigd Chinees: 新加坡共和国; traditioneel Chinees: 新加坡共和國; pinyin: Xīnjiāpō Gònghéguó, Tamil: சிங்கப்பூர் குடியரசு Ciṅkappūr Kudiyarasu), is een stad- en eilandstaat in Zuidoost-Azië. Het hoofdeiland (Singapore of "Pulau Ujong") en de 62 overige eilanden worden van Indonesië gescheiden door de Straat van Singapore en van Maleisië door de Straat van Johore. Het land heeft de op twee na hoogste bevolkingsdichtheid ter wereld. De stad kent veel hoogbouw, afgewisseld met veel groen.
Bij de volkstelling van 2020 had Singapore 6.209.660 inwoners op een oppervlakte van 716 km2. Met de steden Johor Bahru in Maleisië en Batam in Indonesië vormt het de “Sijori Growth Triangle”, een grensoverschrijdende agglomeratie van 9,3 miljoen inwoners.
De stad werd in 1819 door Thomas Stamford Raffles gesticht als Britse handelspost. Singapore was van 1824 tot 1946 onderdeel van de Britse kolonie, Straits Settlements. Vanaf 1832 was het daar ook de hoofdstad van. Vanaf 1946 ging de stad verder als aparte Britse kroonkolonie. In 1963 werd de stad onderdeel van Maleisië om twee jaar later als onafhankelijke stadstaat verder te gaan. Singapore onderging als een van de vier Aziatische Tijgers een periode van snelle economische groei, heeft intussen de op twee na hoogste koopkrachtpariteit per hoofd van de bevolking ter wereld en scoort hoog op de index van de menselijke ontwikkeling. De haven van Singapore is de op een na grootste ter wereld.
Singapore is met het vasteland van Maleisië verbonden door een dijk, de Johor–Singapore Causeway in het noorden, en een brug, de Malaysia–Singapore Second Link, in het noordwesten. Ook enkele omliggende binnenlandse eilanden zijn middels bruggen met het hoofdeiland verbonden. Er vindt veel landaanwinning plaats om de bevolking te kunnen huisvesten en nieuwe bedrijfsterreinen te kunnen aanleggen. Het hoogste natuurlijke punt is de Bukit Timah Hill op 164 meter. Mount Faber is een ander hoog punt op 105 meter. Deze heuvel is een toeristische trekpleister vanwege het panoramische uitzicht op de haven en de stad.

## Demografie

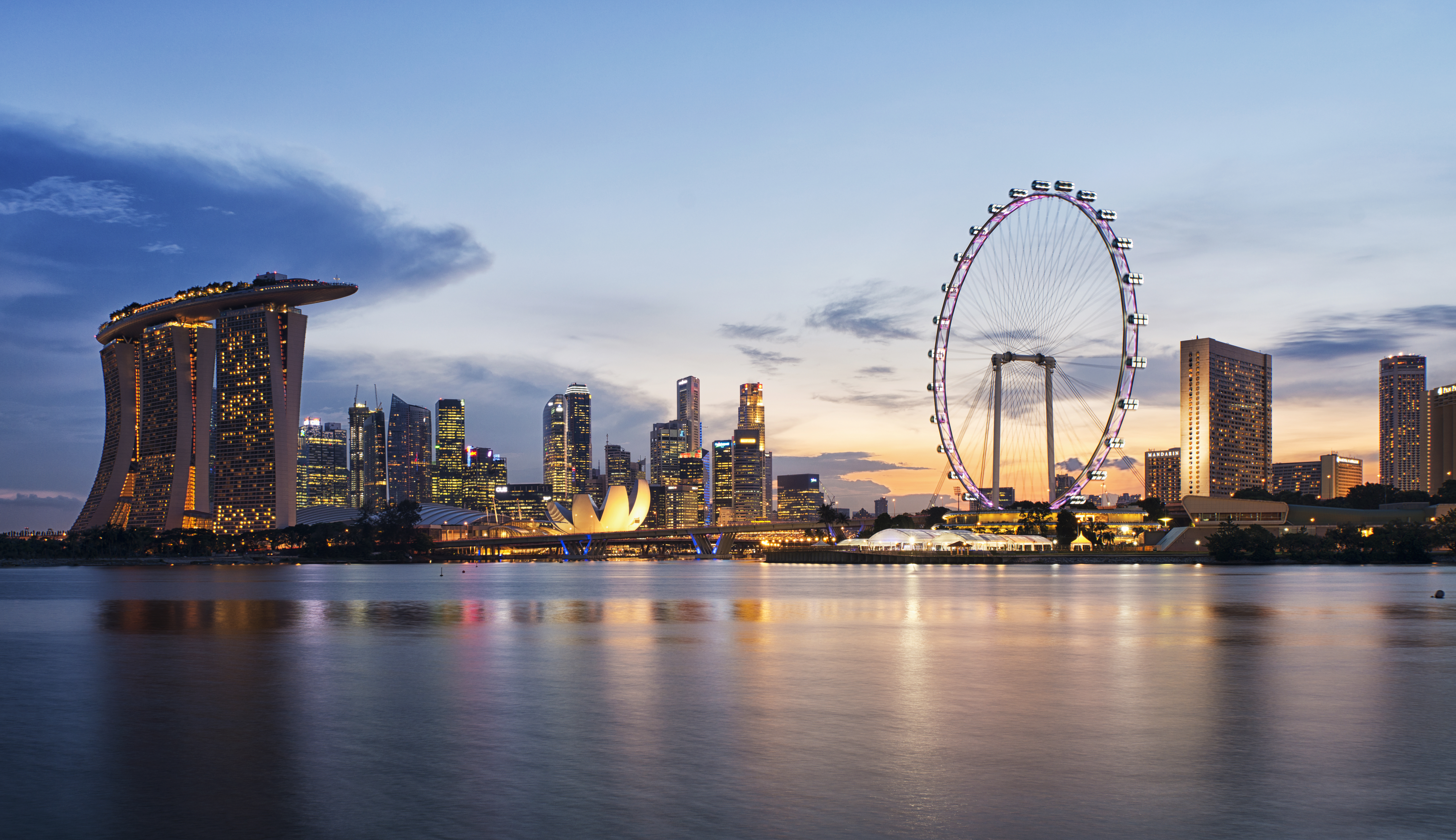
Uitzicht over Marina Bay met de skyline van Singapore. Links het Marina Bay Sands, in het midden het komvormige ArtScience Museum en rechts het reuzenrad Singapore Flyer.

### Bevolking
Singapore telt 6.209.660 inwoners (2020), als volgt samengesteld:
- Singaporese Chinezen (76,8%)
- Maleiers, de oorspronkelijke bewoners (13,9%)
- Singaporese Indiërs, voornamelijk Tamils (7,9%)
- overige (1,4%).

Er hebben zich tot in de jaren tachtig van de 20e eeuw onlusten tussen de verschillende groepen voorgedaan.
De gemiddelde levensverwachting was in 2017 82,9 jaar. De vruchtbaarheidsgraad is erg laag en ligt op 1,2 kinderen per vrouw (2019). De regering probeert door financiële vergoedingen en voorlichtingsprogramma's het aantal geboorten te verhogen.
De demografische statistiek van Singapore wordt gecompliceerd door het grote aandeel van de niet-verblijvende populatie, dat zijn mensen die noch het Singaporese staatsburgerschap hebben, noch permanent in Singapore verblijven. Dat aandeel is gestegen van 5,5% in 1980 tot 29,5% in 2015.
In Azië vormen kinderen van ongehuwde of alleenstaande ouders een relatief kleinere groep dan in Europa. De daling van de vruchtbaarheidsgraad in Singapore is sterker te wijten aan het dalend aantal huwelijken (nuptialiteit) dan aan het aantal kinderen per huwelijk.
De evolutie van de fertiliteit sinds de jaren 1980 is ook verschillend tussen de etnische groepen onderling. Maleiers haalden in 2017 nog een fertiliteit van 1,9 tegenover het Chinese bevolkingsdeel met slechts 1,0. Dit is omgekeerd gecorreleerd met de gemiddelde scholingsgraad per groep. De nuptialiteit kan gemeten worden aan de hand van de gemiddelde leeftijd bij huwelijk en die ligt bij de Chinezen, zowel bij vrouwen als bij mannen, hoger dan het gemiddelde, en bij de Maleise en Indische bevolkingsgroepen lager.

### Religie

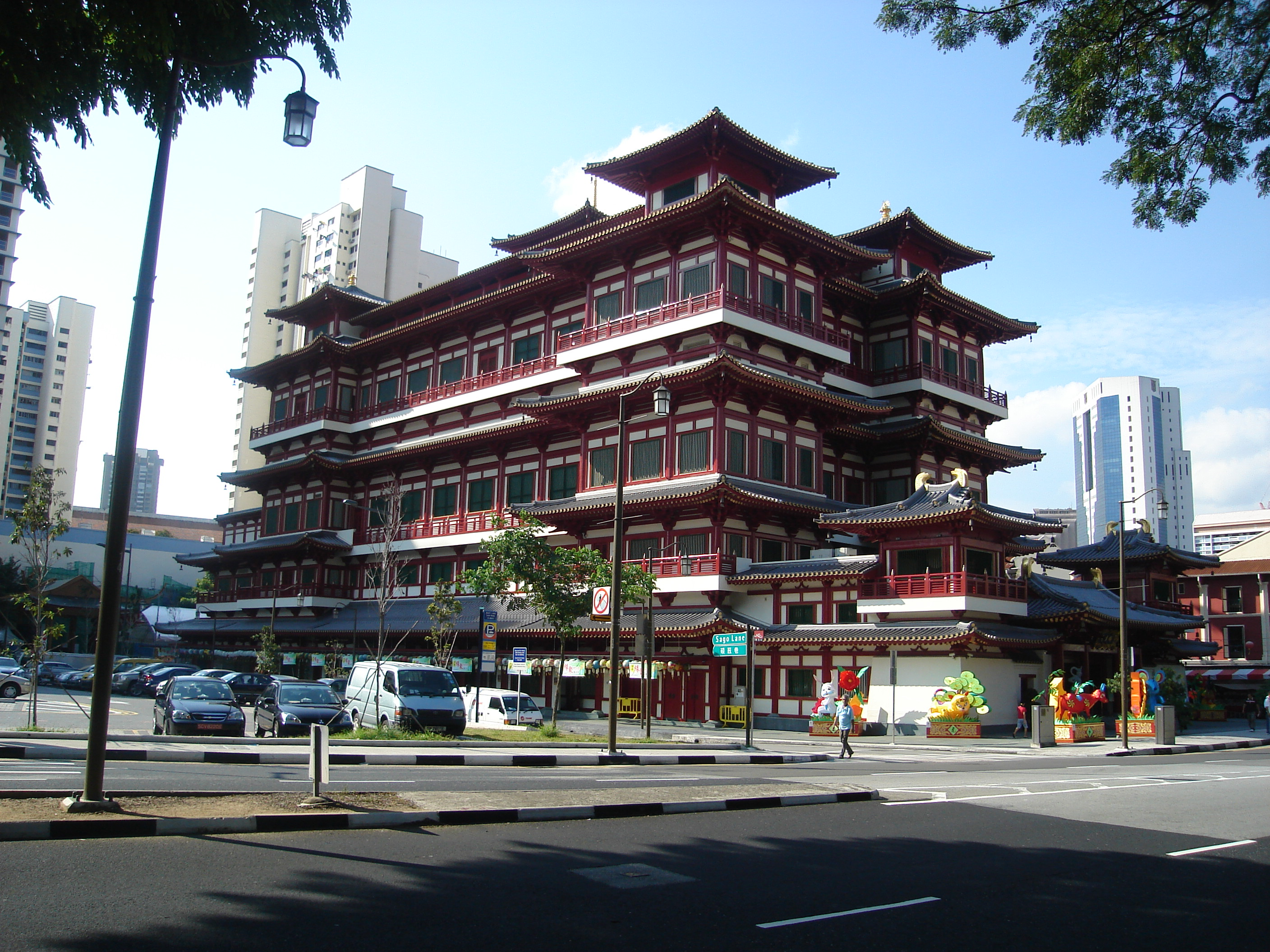
Het Buddha Tooth Relic Temple and Museum is een Chinees-boeddhistische tempel en museum.

Het land kent een veelheid aan godsdiensten, in 2015 was de verdeling als volgt:
- boeddhisme (33,2%; voornamelijk etnische Chinezen)
- christendom (18,8%)
- islam (14%; voornamelijk etnische Maleiers)
- taoïsme (10%; voornamelijk etnische Chinezen)
- hindoeïsme (5%; voornamelijk etnische Indiërs)
- overig (0,6%)
- geen religie (18,5%).

Singapore staat bekend om zijn hoge aantal Chinese tempels, taoïstische tempels en boeddhistische tempels. Een Chinees gezegde is "Elke twee stegen hebben één boeddhistisch nonnenklooster en elke straat heeft drie boeddhistische tempels".

### Talen
Singapore heeft vier officiële talen: Maleis, Engels, Chinees (Mandarijn) en Tamil. De regering stimuleert het gebruik van het Engels als dagelijkse omgangstaal. Hoewel het Engels door de regering als eerste taal gebruikt wordt en het gebruik ervan wordt gestimuleerd, is het de moedertaal van slechts een derde van de bevolking. Ongeveer een vijfde van de bevolking kan geen Engels lezen of schrijven. In veel televisie-uitzendingen valt een duidelijk herkenbaar Brits-Engels te beluisteren.
De verschillende bevolkingsgroepen spreken twintig verschillende talen en dialecten. Naast het Mandarijn worden er zes Chinese talen en dialecten gesproken, zoals het Chaozhouhua, Nanyang-Hakka, Minnanyu, Hainanhua en Standaardkantonees. Een aantal Maleise dialecten fungeert als creooltaal (moedertaal met gemengde wortels), waaronder het Baba of Chinees Maleis. Verder wordt er nog een vorm van creools Portugees gebruikt, die ook in India voorkomt.
In de praktijk worden in de dagelijkse omgang talen door elkaar gebruikt. De meeste mensen gebruiken Engels, Mandarijn en Maleis door elkaar. Deze variant wordt aangeduid met Singlish (Singapore English), waarmee wordt aangegeven dat het hier een duidelijk onderscheiden taalvariant betreft, in dit geval een pidgin: geen moedertaal, maar een lingua franca voor de dagelijkse omgang.

## Politiek

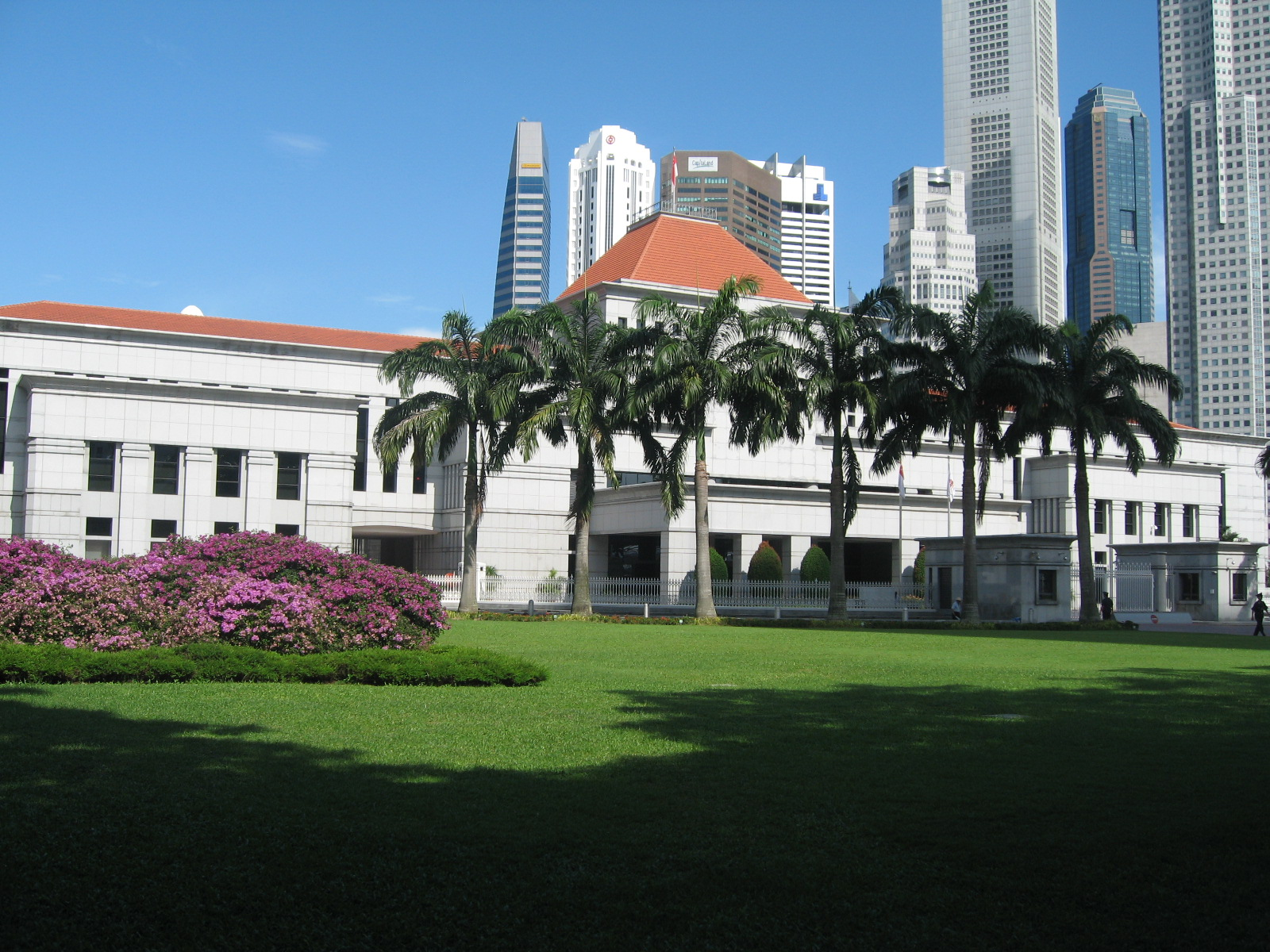
Het parlementsgebouw

Singapore is een parlementaire republiek gebaseerd op het Westminster-systeem. De president wordt direct gekozen, het parlement via een districtensysteem. In de praktijk heeft de stadstaat echter meer weg van een autoritaristische eenpartijstaat dan een democratie. De regerende People's Action Party (PAP) is sinds de eerste verkiezingen in 1959 ononderbroken aan de macht. De PAP wordt verweten haar meerderheid onder meer te versterken door het beïnvloeden van districtsgrenzen, door niet-geheime stemming, en gerechtelijke acties met hoge geldstraffen tegen leden van de oppositie. In tegenstelling tot de meeste autoritaire regimes heeft Singapore een succesvolle, corruptie-arme en transparante markteconomie.
De grondwet van Singapore is de hoogste wet van het land en bepaalt de structuur en verantwoordelijkheid van de overheid. De president is staatshoofd en oefent de uitvoerende macht uit op advies van haar ministers. De premier is het hoofd van de regering en wordt door de president aangesteld als de persoon die het meest waarschijnlijk het vertrouwen van een meerderheid van het parlement zal afdwingen. Het kabinet wordt gekozen door de premier en formeel benoemd door de president.
Er zijn sinds de verkiezingen van 2020 drie politieke partijen in het Singaporese parlement. Van de 101 zetels heeft de People's Action Party (PAP) 83 zetels, de Workers' Party (WP) heeft er 9, en de Progress Singapore Party (PSP) heeft 2, waarvan er 1 vacant kwam nadat een WP-politicus ontslag nam wegens misleiding van het parlement.
Het huidige staatshoofd is sinds 14 september 2023 Tharman Shanmugaratnam. Hij is de negende president van de Republiek Singapore. De regeringsleider is sinds 15 mei 2024 Lawrence Wong,

## Bestuurlijke indeling

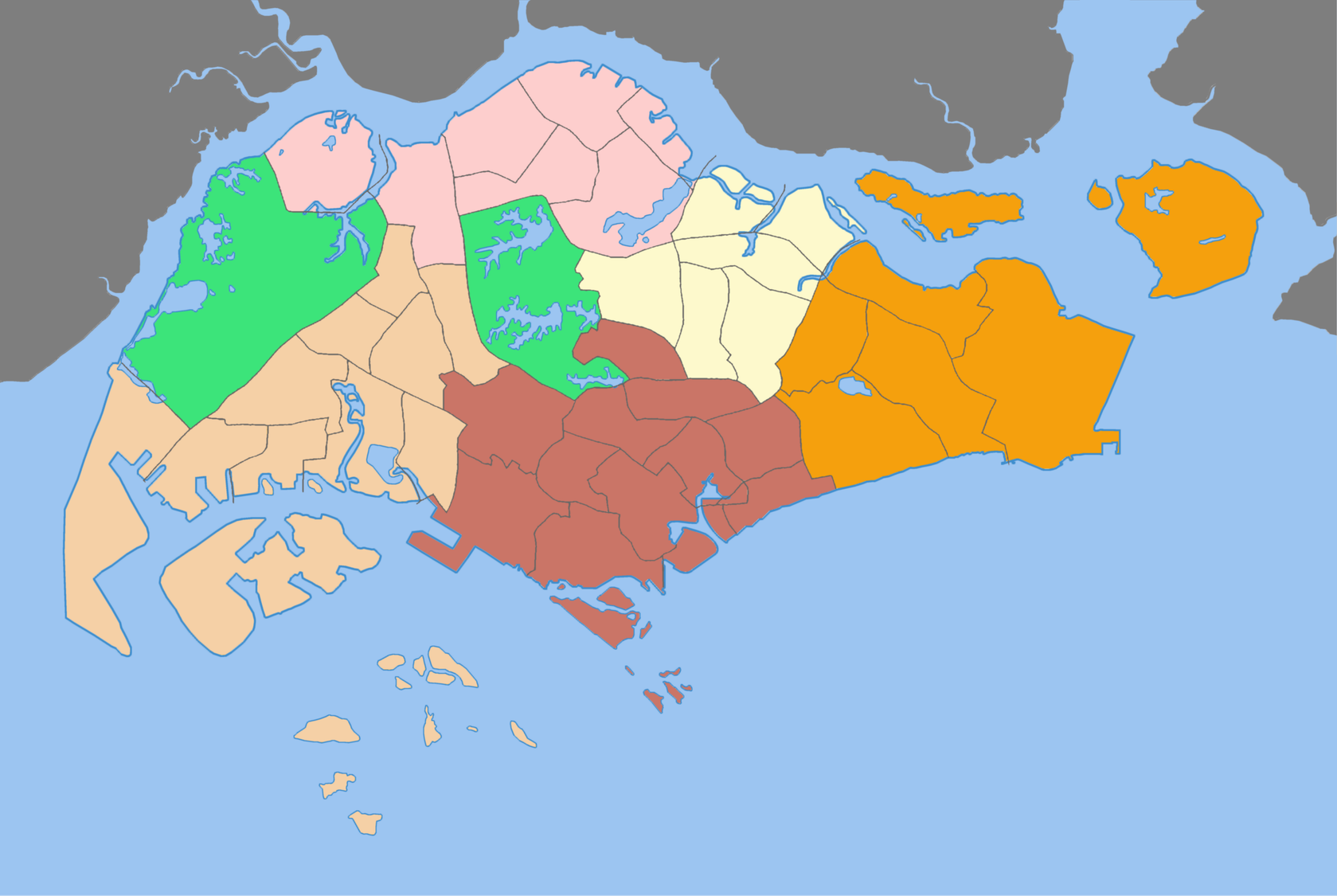
De vijf regio's van Singapore:
Central Region
East Region
West Region
North Region
North-East Region

Singapore bestaat uit één stad en heeft behalve kiesdistricten geen verdere bestuurlijke onderverdeling.

De staat is lid van de volgende affiliaties: APEC, ASEAN en het Brits Gemenebest.
Singapore is onderverdeeld in vijf regio's:
- Central Region (Tengah)
- East Region (Timur)
- West Region (Barat)
- North Region (Utara)
- North-East Region (Utara Timur)

Zie ook:
- Lijst van wijken in Singapore

## Geografie en landwinning

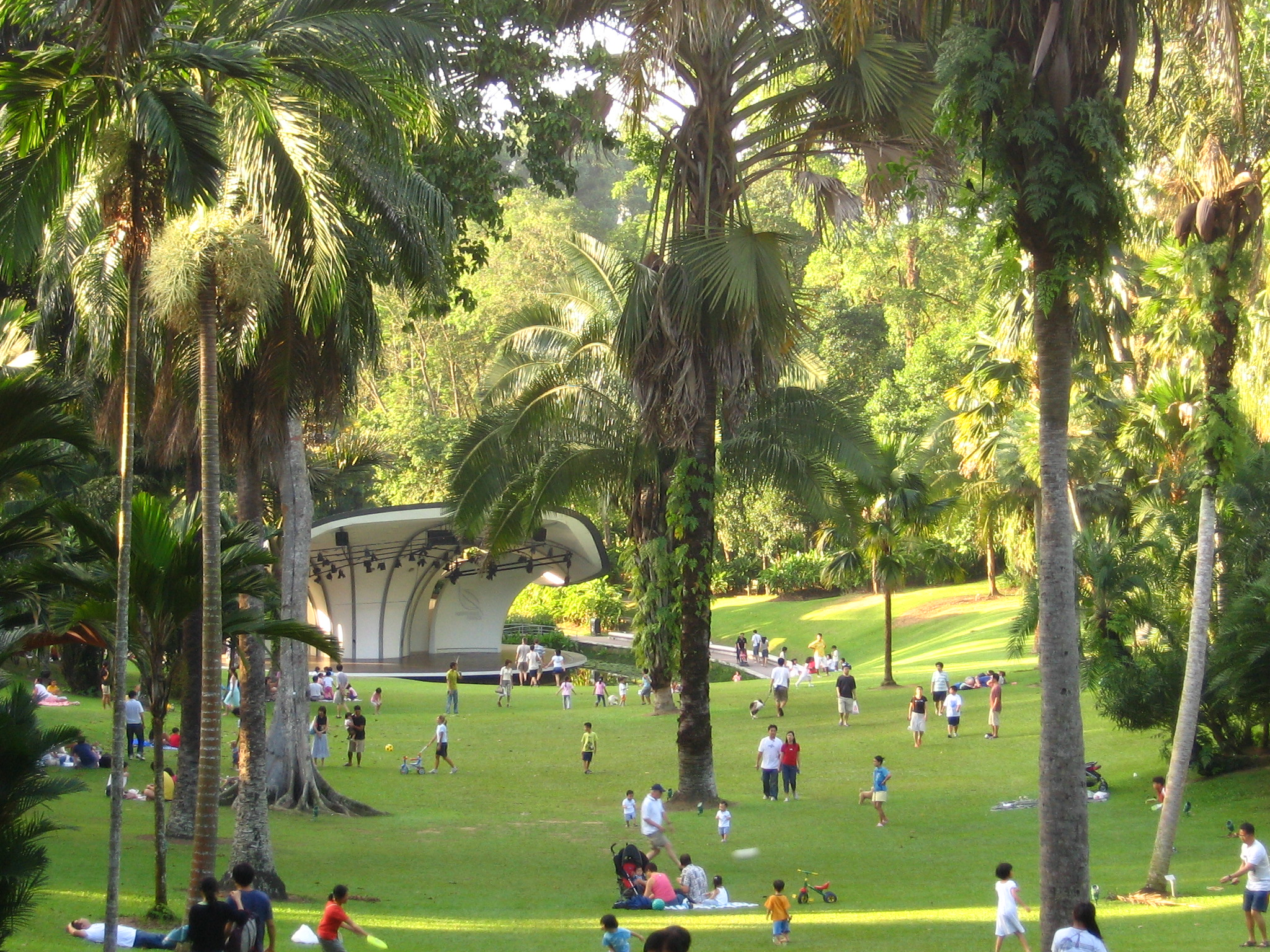
Het paviljoen in Symphony Lake in de botanische tuin van Singapore.

Het grootste eiland van Singapore draagt eveneens de naam Singapore. In het Maleis heet het „Pulau Ujong“, letterlijk: eiland aan het einde [van het schiereiland]. Naast het hoofdeiland behoren er meer dan 60 kleinere eilandjes tot Singapore. De oorspronkelijke vegetatie was tropisch regenwoud maar hiervan is door urbanisatie behalve op sommige van de eilanden weinig meer over. Op het hoofdeiland is het Bukit Timah Nature Reserve het enige nog bestaande regenwoudgebied. Ongeveer 23% van het oppervlak van Singapore bestaat uit bossen en natuurreservaten.
Omvangrijke landwinningsprojecten hebben het landoppervlak vergroot van 581,5 km² (in 1960) tot 704 km² (in 2011). Men verwacht dat het oppervlak nog eens 100 km² zal toenemen in 2030. De totale actuele oppervlakte van het land bedraagt 716 km².
Sommige van deze projecten hebben als doel kleinere eilanden samen te voegen tot grotere functionele eilanden, zoals het geval is bij Jurong Island. In 2016 is Singapore overgestapt van het opspuiten van land naar het toepassen van polders. Geschat wordt dat de oppervlakte van het land tussen 1965 en 2015 met 22% is toegenomen.

### Eilanden
De grote eilanden zijn Singapore, Jurong, Tekong, Ubin en Sentosa. Het eiland Singapore meet zo'n 50 km van oost naar west, en 26 km van noord naar zuid met een kustlijn die 193 kilometer lang is.

## Dierenrijk
Sinds de kolonisatie in 1819 is het aantal soorten dieren (zoogdieren, vissen, vogels) in Singapore met 87% afgenomen. Als gevolg van de ontbossing komt bijvoorbeeld de tijger niet meer voor in Singapore. Zie ook: Lijst van zoogdieren in Singapore

## Klimaat
Singapore heeft een tropisch regenwoudklimaat (Klimaatclassificatie van Köppen: Af). Er zijn geen echte seizoenen en het hele jaar door ligt de temperatuur op een hoog niveau, er is sprake van een hoge luchtvochtigheid en overvloedige neerslag. Er zijn twee moessonperioden, de noordoostmoesson duurt van december tot maart en de zuidwestmoesson van juni tot september.
De gemiddeld dagtemperatuur ligt tussen de 24 en 32°C, met weinig variatie over de maanden. Gemiddeld valt er jaarlijks ongeveer 2200 mm regen en het regent 167 dagen per jaar. Er is geen droogseizoen, maar tussen november en januari valt relatief de meeste neerslag. Over het algemeen valt er in het noorden en westen meer regen dan in het oostelijke deel van Singapore, vanwege een regenschaduweffect.
De gemiddelde temperatuur in Singapore neemt langzaam toe sinds 1948. In de jaren zeventig van de 20e eeuw was er een versnelling vooral veroorzaakt door de snelle verstedelijking. De gemiddelde temperatuur is in de periode 1948 en 2019 met gemiddeld 0,25°C per decennium gestegen en dit is ongeveer tweemaal zo snel als het wereldwijde gemiddelde van 0,12°C per decennium tussen 1951 en 2012. Voor de neerslag geldt een vergelijkbare trend, de neerslaghoeveelheid is met 67 mm per decennium gestegen vanaf 1980.
Van juli tot oktober is er vaak rookoverlast veroorzaakt door bosbranden in het naburige Indonesië, meestal van het eiland Sumatra. De rook vergroot de bezorgdheid over de volksgezondheid en verder is er hinder voor het toerisme en voor luchtvaartmaatschappijen, doordat de rook het zicht ernstig beperkt.

## Bezienswaardigheden

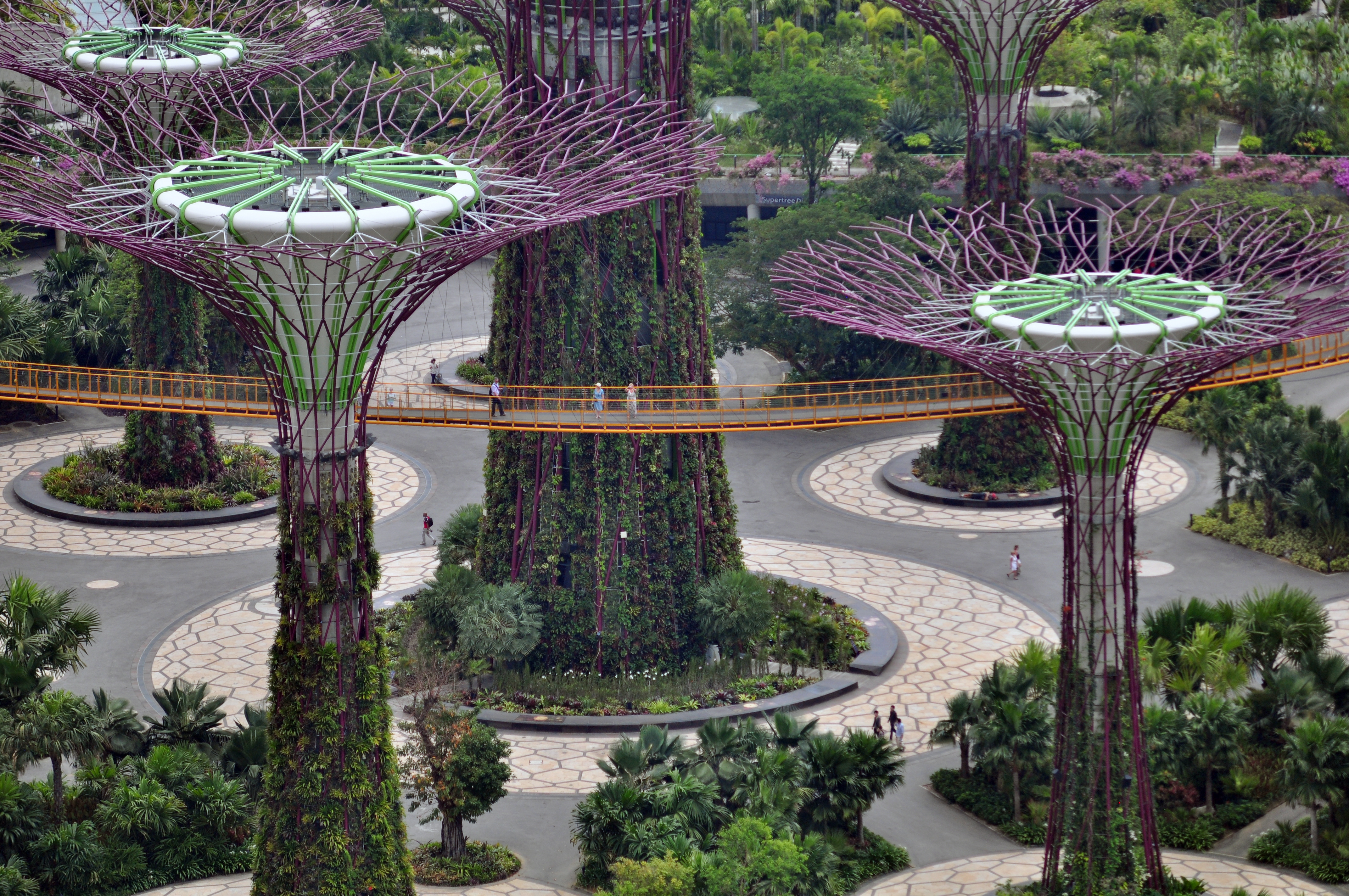
Gardens by the Bay, bijzondere architectuur in een natuurpark.

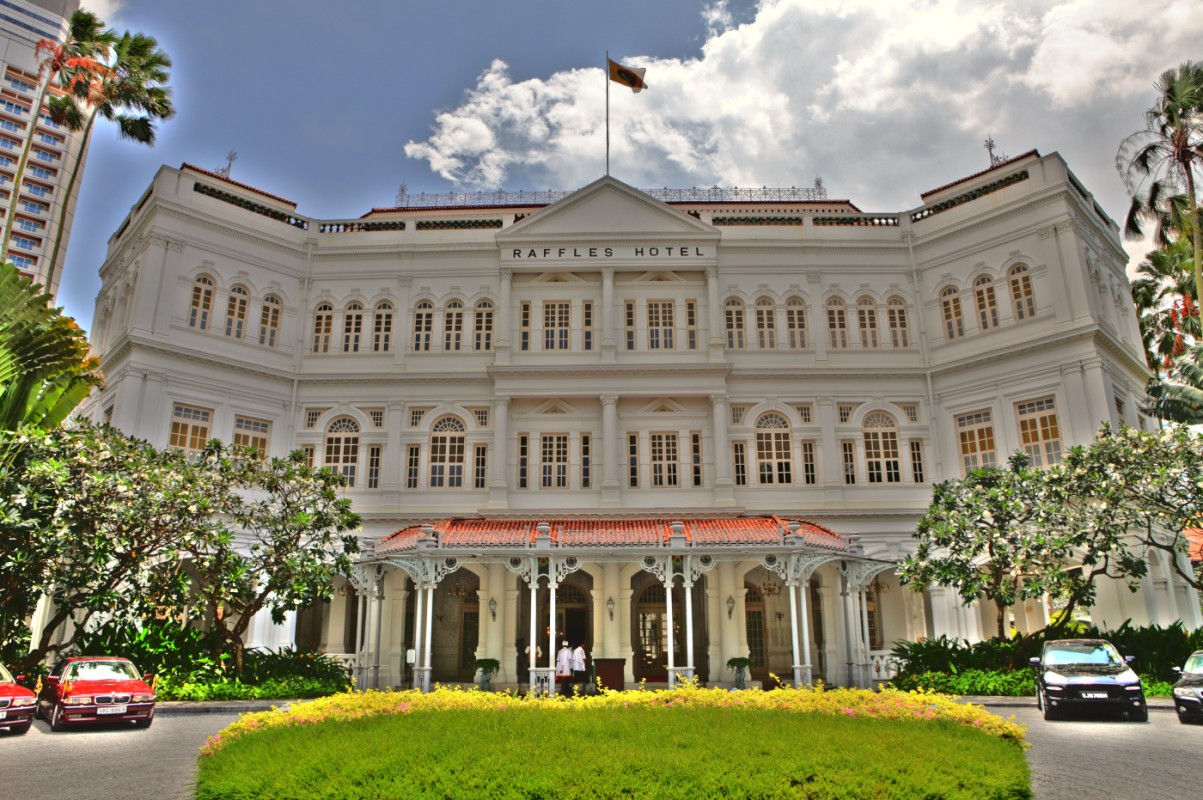
Het Raffles Hotel opende in 1887 zijn deuren.

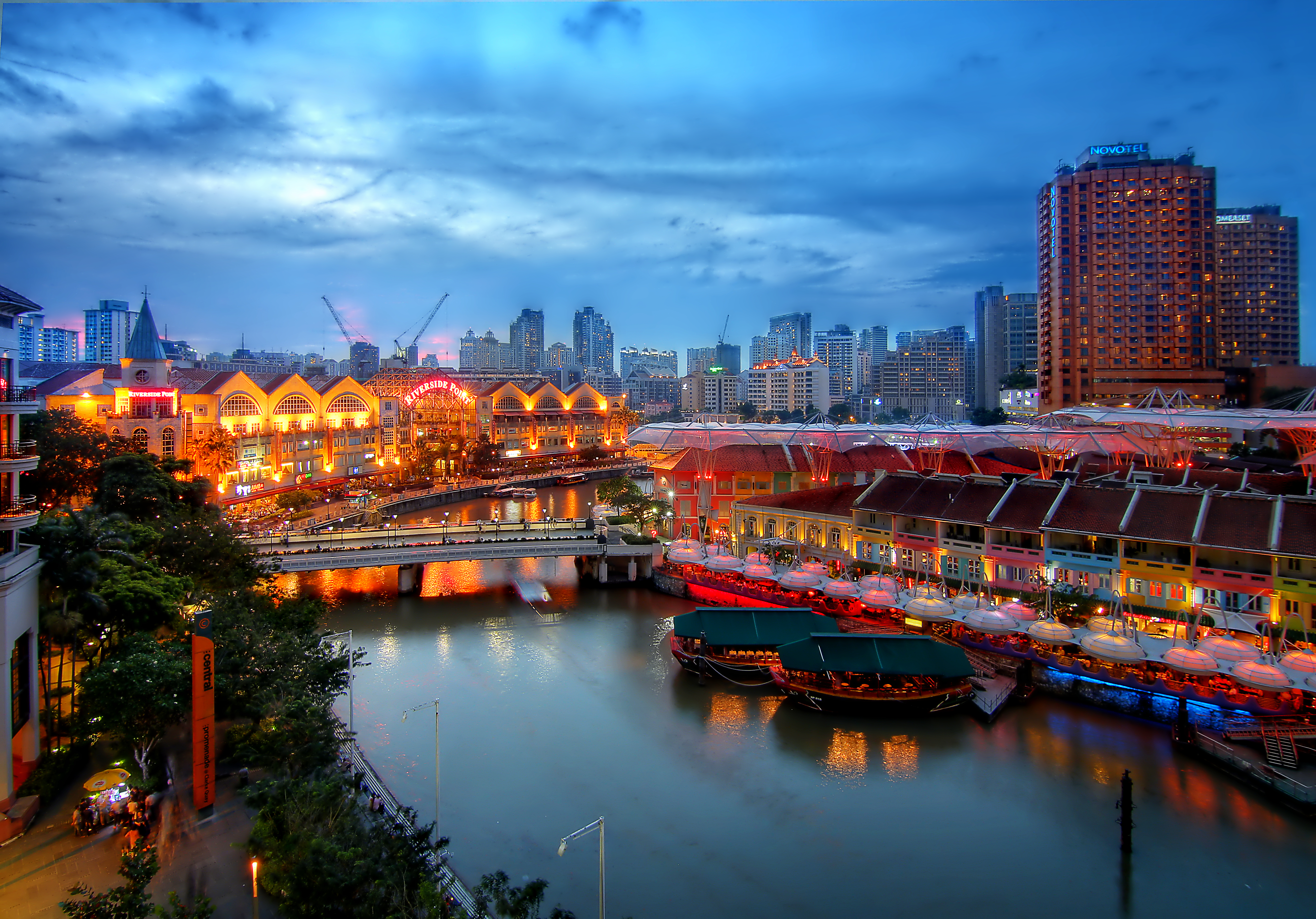
Clarke Quay (rechts) en Riverside Point (links) zijn populaire uitgaansgebieden langs de Singapore River.

Singapore kent een verscheidenheid aan bouwstijlen. Grofweg kan gesteld worden dat de gebouwen van voor de onafhankelijkheid vallen onder de koloniale architectuur. Zoals koloniale overheidsgebouwen in de neoclassicistische en Palladianistische stijl. Ook introduceerden de Engelsen de neogotiek, de renaissancearchitectuur en later de Art deco. Belangrijk in het centrum zijn ook de gerestaureerde Maleisische en Sino-Portugese huizen. Later werden moderne stijlen toegepast zoals de Internationale Stijl en brutalistische flatgebouwen en wolkenkrabbers gebouwd volgens het postmodernisme. De stad experimenteert graag met vernieuwende en uitdagende architectuur. Dit is o.a. terug te zien in het complex Esplanade – Theatres on the Bay en het Marina Bay Sands.
Belangrijke bezienswaardigheden zijn:
- Singapore Botanic Gardens, het enige UNESCO werelderfgoed in Singapore.
- Gardens by the Bay
- Sentosa
- The Southern Ridges
- Marina Barrage
- wijken Chinatown, Little India, Malay Village en Kampong Glam
- Empress Place Building
- Sri Mariammantempel
- Sultanmoskee
- Singapore Art Museum
- Singapore Zoo
- CHIJMES
- Esplanade
- Uitgaansgebieden Clarke Quay en Riverside Point
- Raffles Hotel
- The Merlion Park
- Telok Ayer Market of Lau Pa Sat
- The Art House at the Old Parliament House
- Kraton of Istana
- Orchard Road
- Marina Bay Sands

## Cultuur

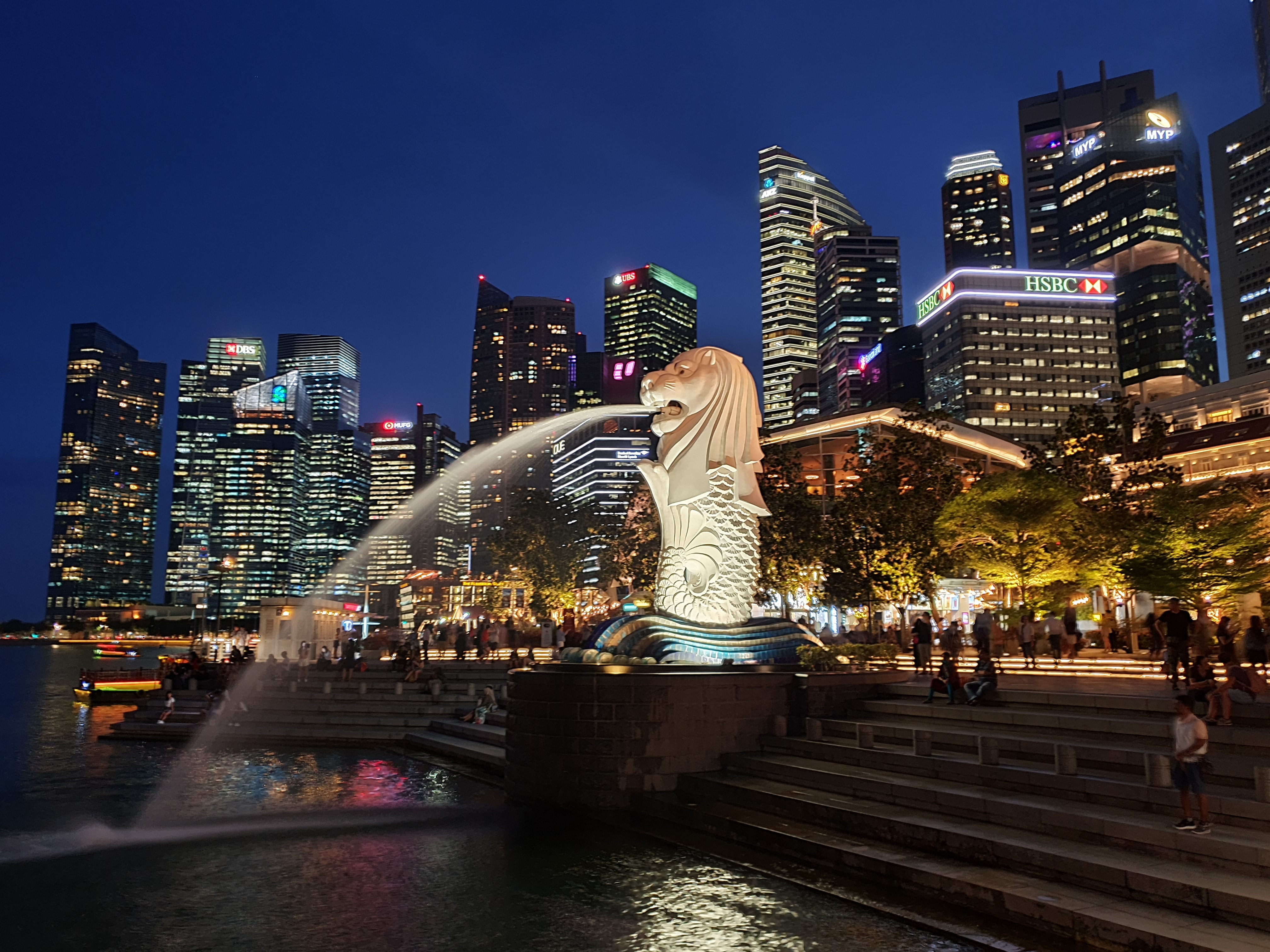
De Merlion, de nationale mascotte

Singapore is een smeltkroes van verschillende culturen en etnische groepen. Deze volkeren zijn in de loop van tweehonderd jaar door immigratie in de stad komen wonen. Om te vieren dat ze vreedzaam naast elkaar wonen wordt elk jaar op 21 juli Racial Harmony Day gevierd.
Ooit stond aan de monding van de Singapore River een grote zandstenen rots met inscripties. Hier is nog slechts een deel van over, de Singapore Stone. De inscriptie stamt ergens uit de 10e tot 13e eeuw en is ofwel in een oud Javaans of in het Sanskriet geschreven. De steen wordt geassocieerd met de legende van de sterke man Badang die de steen hier naartoe gegooid zou hebben. Het overgebleven deel van de steen ligt in het Nationaal Museum.
De Merlion is de nationale mascotte. Dit fictieve dier heeft het hoofd van een leeuw en de staart van een vis. De leeuw staat voor de originele naam van de stad die Leeuwenstad betekent en de vis herinnert eraan dat de stad ooit van de visserij leefde.
Singapore kent een aantal wetten die in westerse ogen bijzonder vreemd zijn. Zo is het bijvoorbeeld strafbaar van buiten af zichtbaar naakt door je eigen huis te lopen, geldt er een kauwgomverbod en is het strafbaar om een openbaar toilet niet door te spoelen.

### Culinair

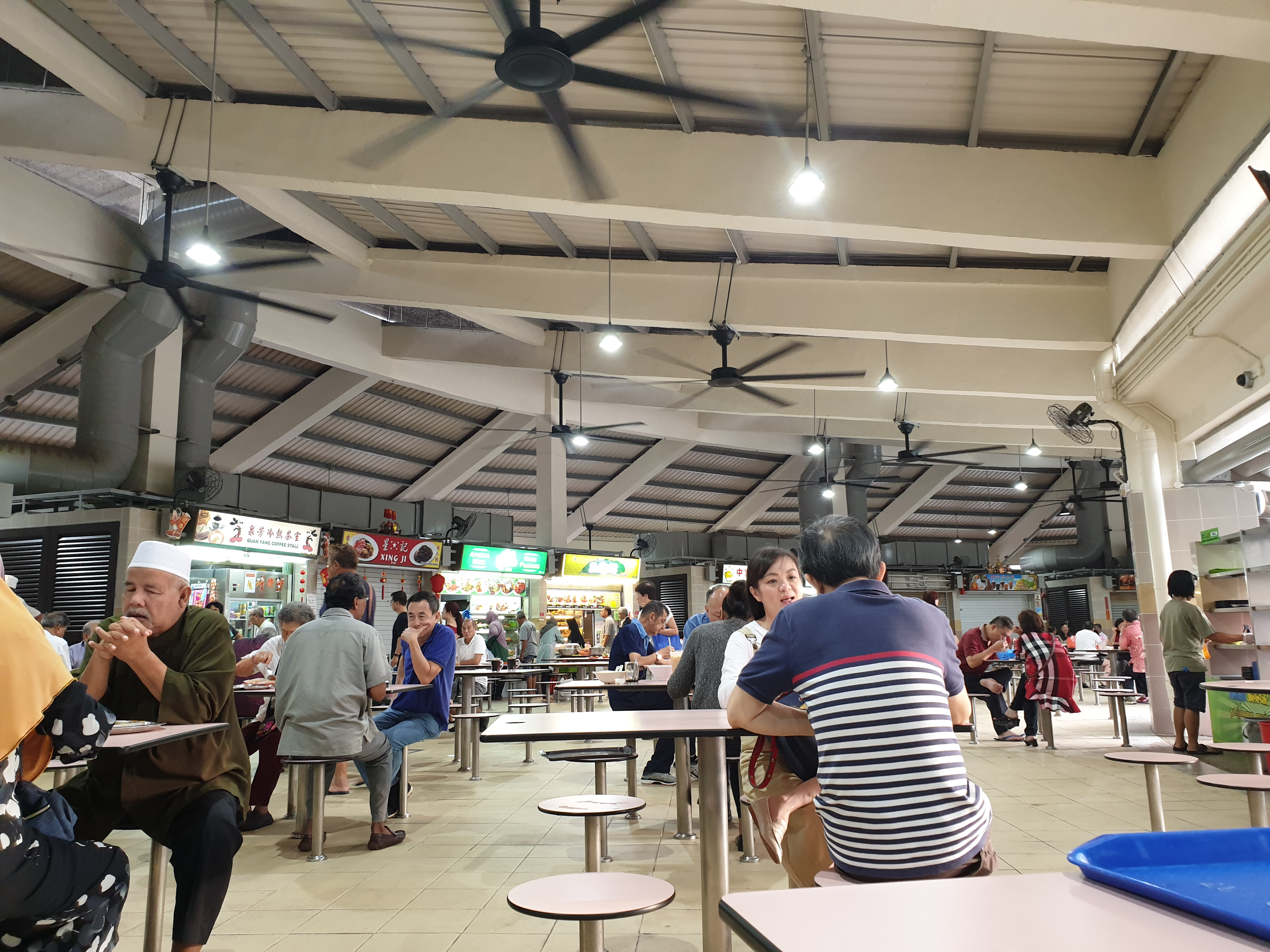
Een hawker centre

De Singaporese keuken is ontstaan door de verschillende etnische groepen die in het land wonen. Hierdoor worden er Chinese, Maleise en Indiase gerechten gegeten. Hainanse kip met rijst wordt gezien als het nationale gerecht. De Singapore Sling is een cocktail die voor het eerst geschonken werd in het Raffles Hotel.
Een onderdeel van de dinertraditie zijn de zogenaamde hawker centres waar goedkoop en toch kwalitatief goede maaltijden geserveerd worden. Deze overdekte centra worden door de overheid beheerd en hierin zijn verschillende kleine familiezaken te vinden waar per kraam maar één gerecht bereid wordt. De klant kan achter elkaar verschillende gerechten bestellen bij verschillende kramen. Sinds 2016 zijn verschillende van deze hawker centres beloond met een Michelinster en sinds 2020 wordt de hawker cultuur door UNESCO erkend als immaterieel cultureel erfgoed. Een van de bekendste hawker centres is Lau Pa Sat in een gietijzeren Victoriaans gebouw dat tevens een nationaal monument is.
Elk jaar wordt in de zomer het Singapore Food Festival gehouden dat een maand lang duurt en uit verschillende evenementen bestaat.

### Winkelen
Winkelen kan op vele plaatsen zoals in:
Marina Bay, Bugis, Chinatown, Geylang Serai, Kampong Gelam & Arab Street, Little India, North Bridge Road, Orchard Road, Riverside, Shenton Way & Raffles Place.

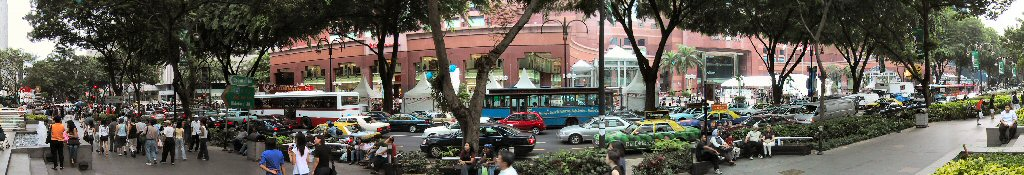
Winkelstraat in Singapore

### Muziek

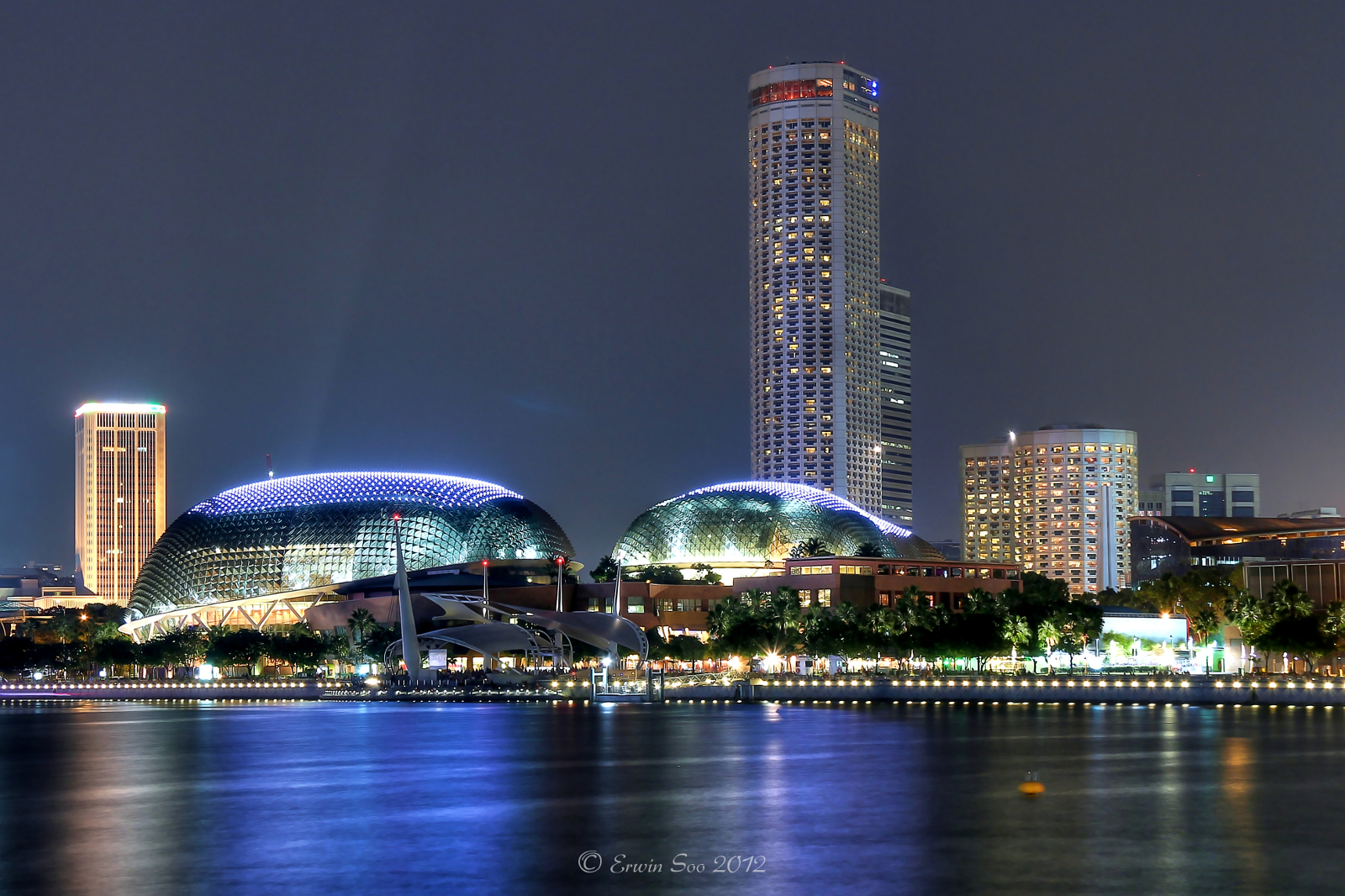
De koepels van de Esplanade – Theatres on the Bay met o.a. een concertgebouw.

Singapore bezit een podium met verschillende muzikale invloeden. Het Singapore Chinese Orchestra (SCO) is belangrijk voor het land. Dit is namelijk het enige professionele Chinese orkest in Singapore. Het orkest maakt gebruik van traditionele instrumenten zoals de guzheng, bangdi, zhonghu en pipa. Deze geven het orkest een herkenbaar, niet-alledaags geluid mee.
Singaporese liederen vallen vaak binnen de unieke muziekstijl Xinyao. Deze wordt gezongen door groepen met ondersteuning van akoestische instrumenten. De songs gaan over het leven van de bevolking op het eiland. Deze muziek is ook bij de Chinezen populair.
Dikir Barat is een vorm van traditionele Maleise muziek. Twee zanggroepen maken hierbij, zonder instrumentale ondersteuning, muziek. De muziek kenmerkt zich door een competitief element. De zangers stellen vragen en geven antwoorden aan elkaar. Degene die het publiek op zijn of haar hand weet te krijgen wint de vriendschappelijke wedstrijd.
In Maleise muziek is vaak een hadrah te horen. Dit is een handinstrument bestaande uit een rond houten frame met een gespannen huid. Het percussie-instrument wordt meestal gebruikt om islamitische zang te ondersteunen. Een ander traditioneel muziekinstrument van de Maleisiërs is de hand drum kompang.

### Sport

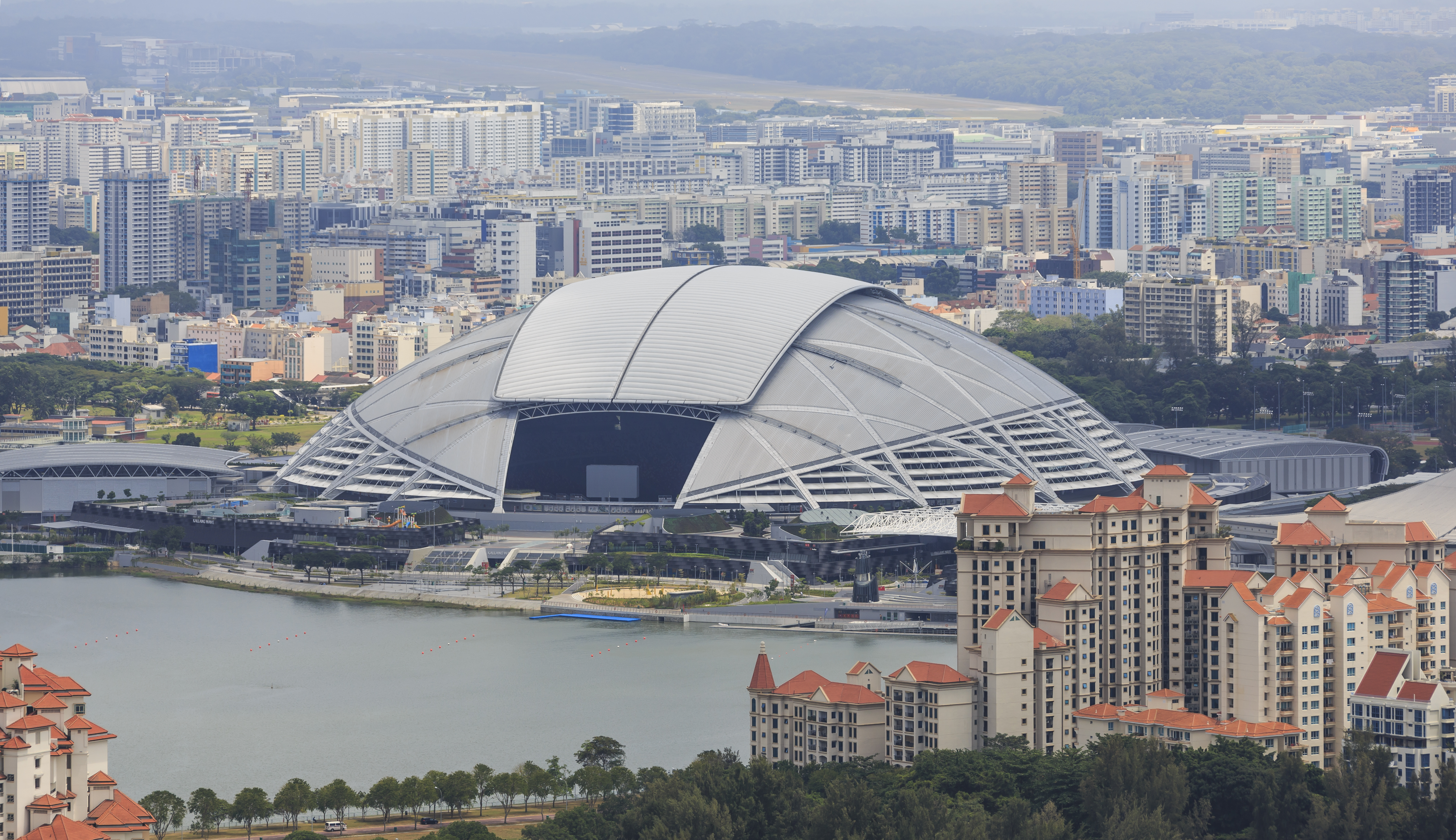
Het nationaal voetbalstadion

Vanaf 2008 wordt hier elk jaar de Grote Prijs van Singapore gereden. In Singapore werd in 2008 de eerste nachtrace in de Formule 1-geschiedenis gereden. De race vindt plaats op een Marina Bay Street Circuit en wordt door honderden lampen verlicht. Door de afwijkende starttijd, de hoge temperaturen en luchtvochtigheid, is dit volgens vele coureurs een bijzonder uitputtende wedstrijd.
Singapore kent haar eigen voetbalcompetitie, de S.League. Het nationaal elftal werd viermaal kampioen op het Zuidoost-Aziatisch kampioenschap voetbal. Het basketbalteam, de Singapore Slingers heeft internationale bekendheid. In 2010 werd hier de eerste editie van de Olympische Jeugdspelen gehouden.

## Economie

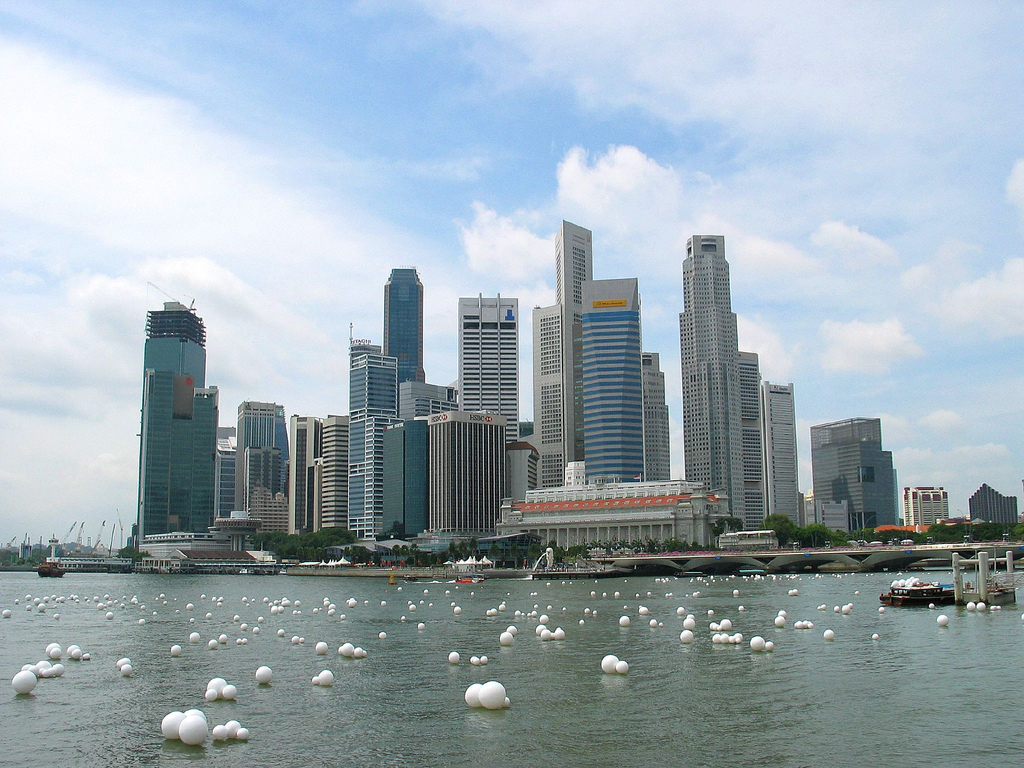
De skyline van Singapore. De voorste wolkenkrabbers staan rondom het plein Raffles Place.

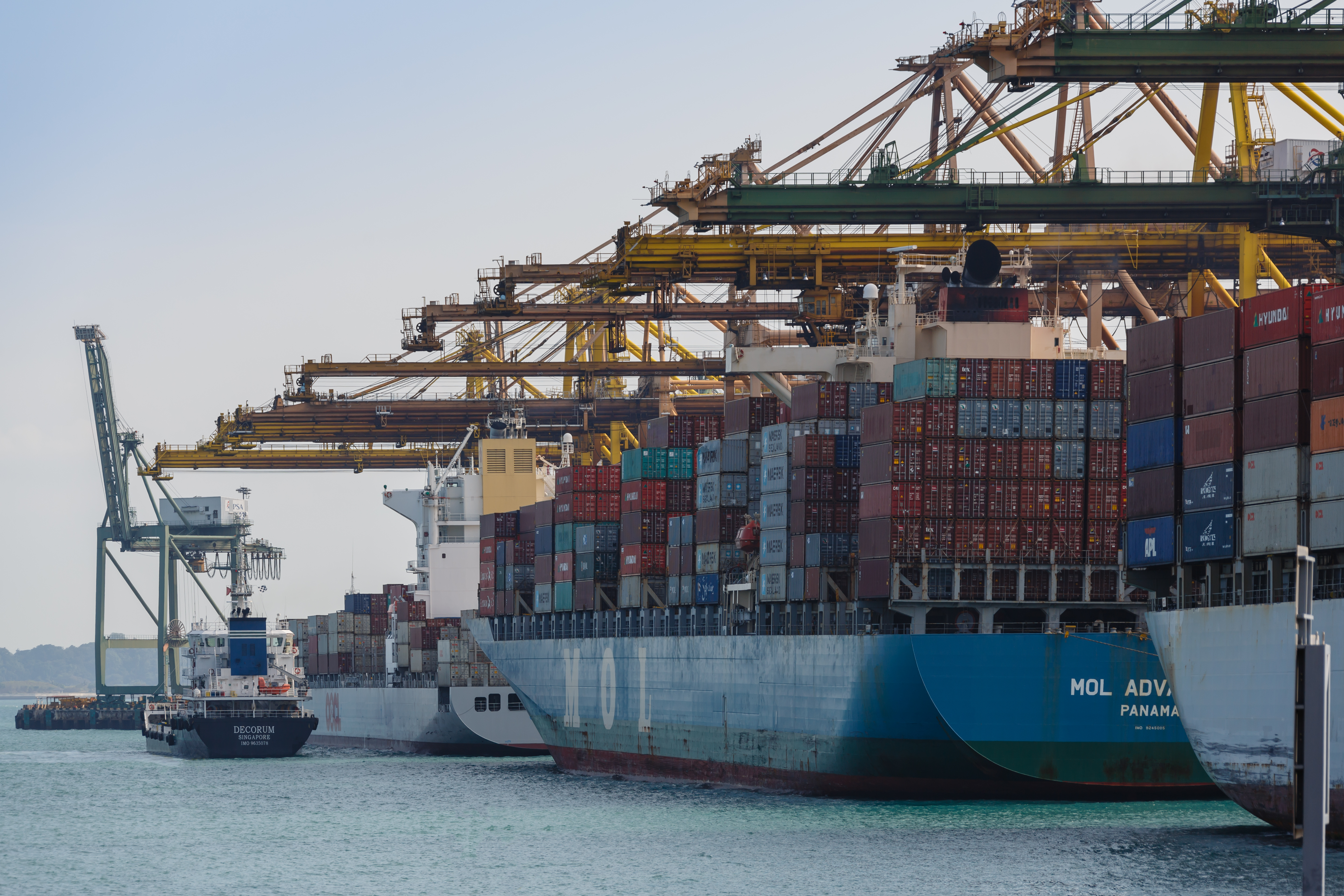
Een van de containerhavens

In 1960 kreeg de Nederlandse econoom Albert Winsemius van de Verenigde Naties het verzoek een missie te leiden om de regering in Singapore te voorzien van economisch advies. Winsemius bleef deze rol vervullen tot 1984. Lee besloot zich meer te richten op het Westen dan op de directe buurlanden en met de grote multinationals samen te werken. Er werden in westerse landen investeringscentra opgericht die buitenlandse investeringen naar Singapore moest halen. Mede hierdoor heeft Singapore zich sindsdien ontwikkeld van arm derdewereldland tot een van de welvarendste landen ter wereld. De haven van Singapore wordt wereldwijd in tonnage of aantal containers enkel vooraf gegaan in de ranglijsten door de haven van Shanghai.
Hieronder enkele belangrijke economische gegevens:
- Munteenheid: Singaporese dollar, koers: SGD 1,337 = US$ 1 (gemiddeld over 2020)
- BBP: US$ 555 miljard (ppp), US$ 97.000 per hoofd van de bevolking (2019)
- Verdeling BBP: landbouw 0%, industrie 25% en diensten 75% (2017)
- Inflatie: 0,5% (2019)
- Werkloosheid: 2,2% (2019)
- Staatsschuld: 111% van BBP (2017)
- Export: US$ 627 miljard (2019)
- Exportproducten: machines, olie en olieproducten, chemicaliën, consumentenproducten
- Exportpartners: China 14,7%, Hongkong 12,6%, Maleisië 10,8% en Verenigde Staten 6,6% (2017)
- Import: US$ 533 miljard (2019)
- Importproducten: machines, brandstoffen en chemicaliën
- Importpartners: Volksrepubliek China 13,9%, Maleisië 12,0%, Verenigde Staten 10,7% en Japan 6,3% (2017)
- De haven van Singapore is na de haven van Shanghai de grootste haven van de wereld
- Internationale luchthaven Changi, een belangrijke luchthaven.

Door het economische succes heeft de regering twee sovereign wealth funds opgericht. Temasek Holdings en Government of Singapore Investment Corporation (GIC). De twee hadden samen meer dan US$ 800 miljard onder beheer in 2020.

## Verkeer en vervoer

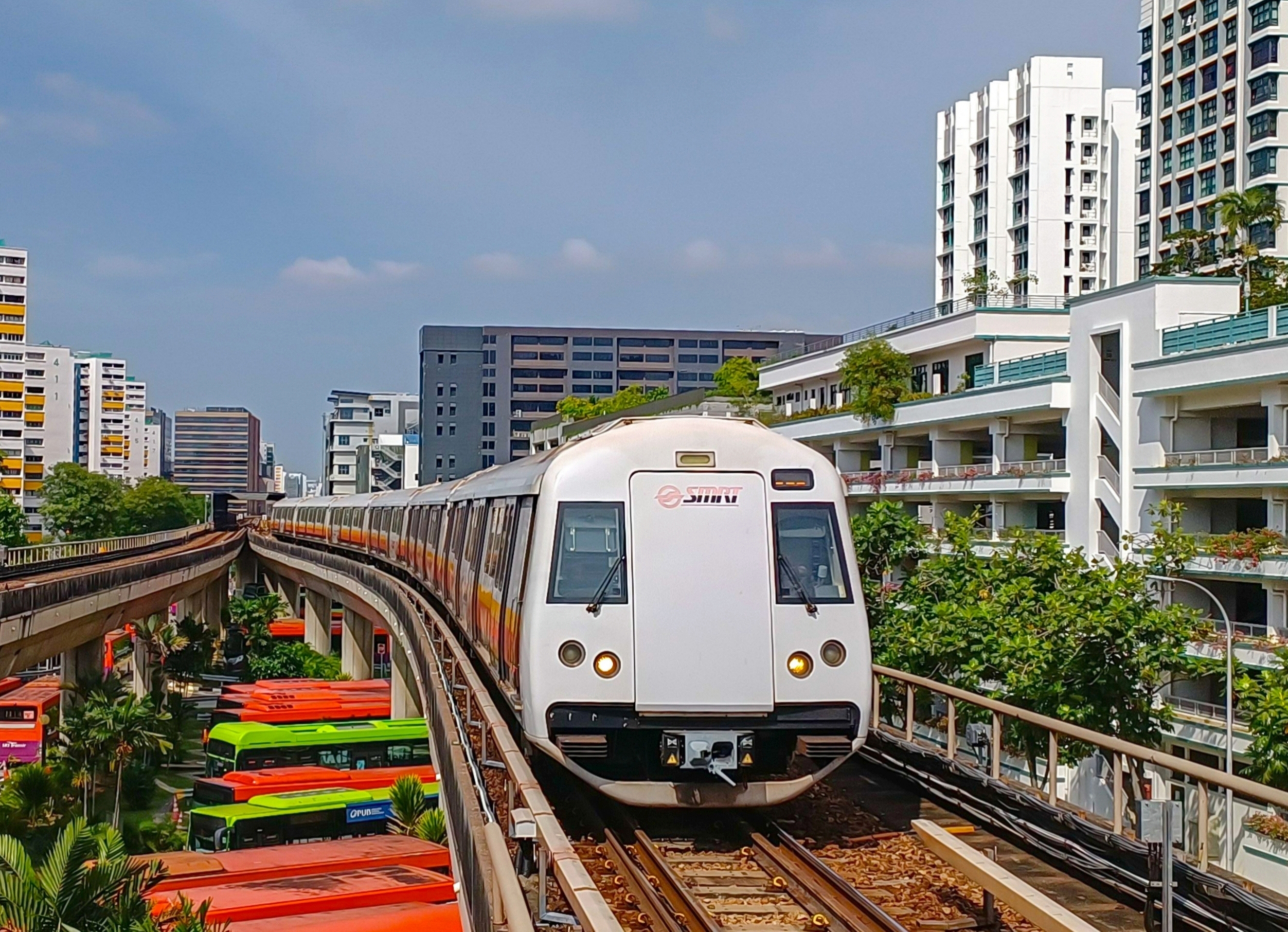
Treintje van de Mass Rapid Transit Singapore, het metronetwerk van Singapore.

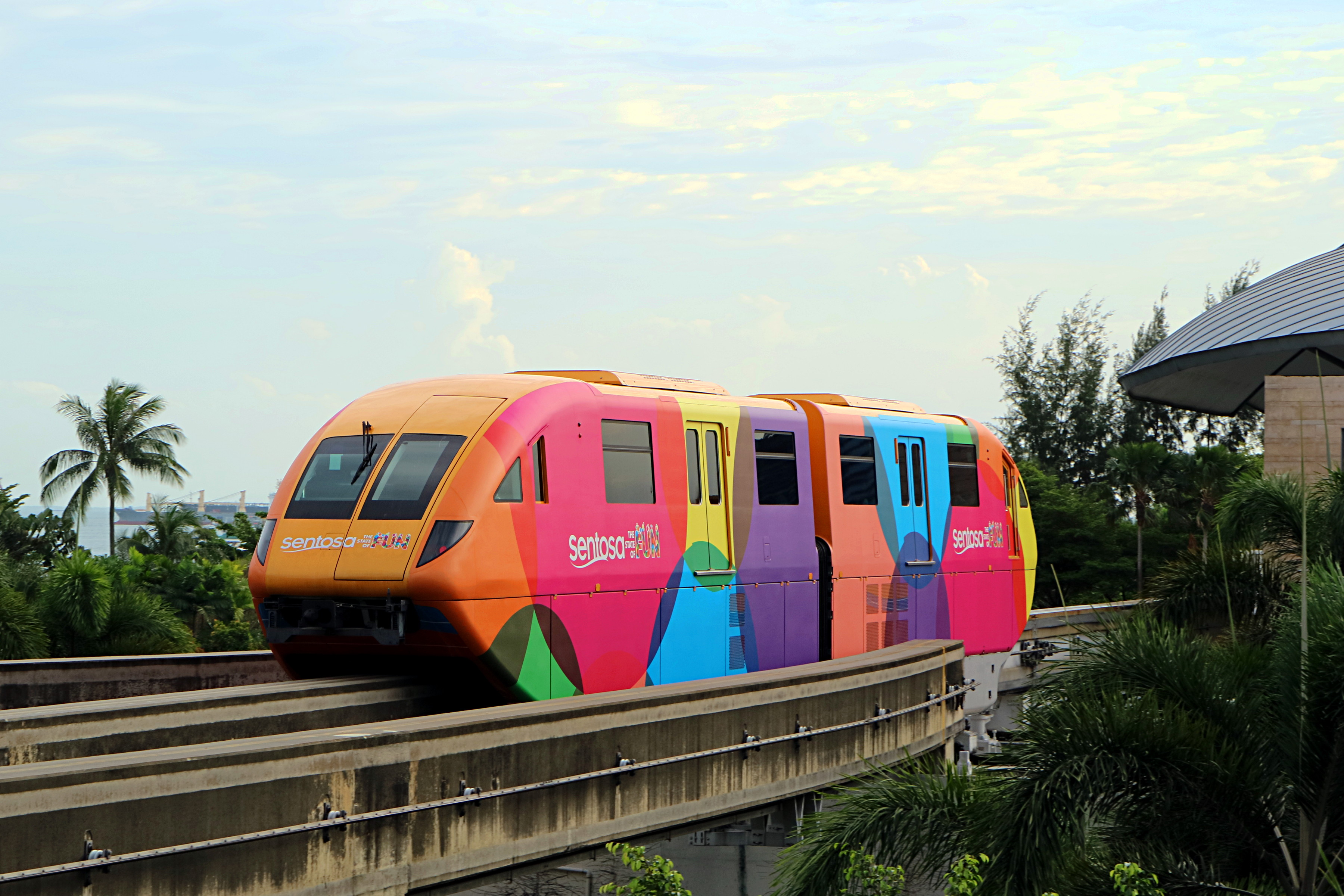
De Sentossa Express monorail

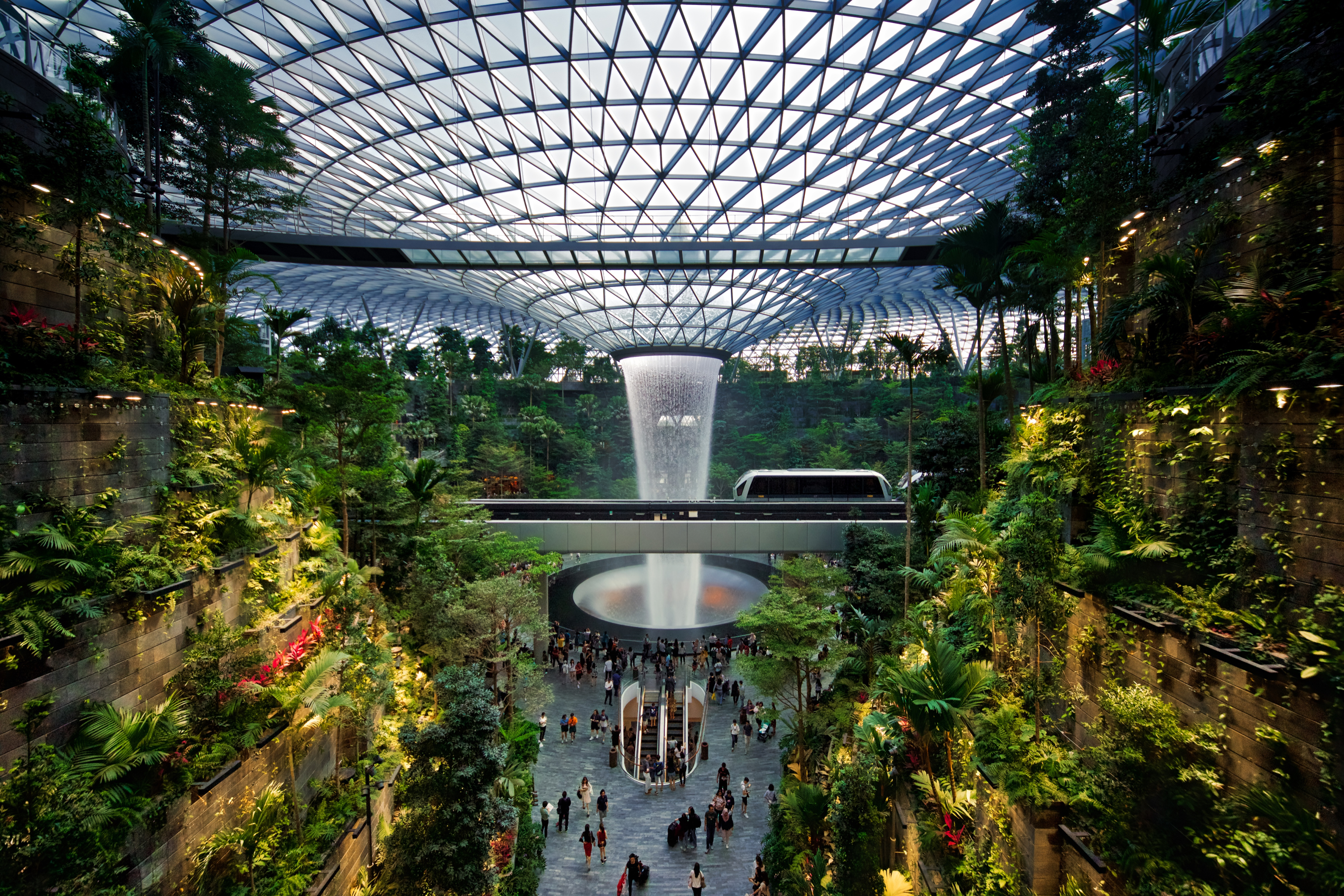
De Jewel van de Internationale luchthaven Changi

Singapore heeft een metronetwerk dat een groot deel van het openbaar vervoer verzorgt op het eiland Singapore. De metro sluit ook aan op de monorail Sentossa Express, die een verbinding vormt naar en over het eiland Sentosa. Naar een aantal andere (verder weg) gelegen eilanden zijn veerbootverbindingen. Singapore heeft ook internationale veerverbindingen met Indonesië, onder meer met Batam.
De internationale luchthaven van Singapore is Changi Airport, die bij de plaats Changi aan de oostkant van het eiland Singapore ligt. De nationale luchtvaartmaatschappij is Singapore Airlines.
Er zijn twee vaste verbindingen met Maleisië. Er is een dam, de Johor–Singapore Causeway, en een brug, de Malaysia–Singapore Second Link. Met de aanleg van de eerste werd in 1919 gestart en op 28 juni 1924 was de officiële opening. De bouw van de brug begon in 1994 en het werd geopend voor het verkeer op 2 januari 1998. Sinds 1 juli 2011 rijdt er (na het sluiten van het station Tanjung Pagar in het zuiden van de stadstaat) een pendeltrein tussen treinstation Woodlands Train Checkpoint in het noorden van Singapore en het nabije Maleisische treinstation Johor Bahru Sentral station, over de Johor–Singapore Causeway. Deze treindienst wordt verzorgd door de Maleisische spoorwegmaatschappij Keretapi Tanah Melayu (KTM).
Autorijden is in Singapore een dure aangelegenheid. Het totale aantal auto's is bij wet vastgelegd en elk jaar wordt op basis van het aantal uitschrijvingen bepaald hoeveel nieuwe wagens ingevoerd kunnen worden. Deze licenties worden per opbod verkocht en komen bovenop de aankoopprijs van de wagen. Daarnaast wordt op een groot deel van het wegennet in het centrum elektronisch tol geheven voor auto's en motoren. Er is een uitgebreid net van Singaporese autosnelwegen, die vaak door ondergrondse tunnels zijn aangelegd.

## Onderwijs

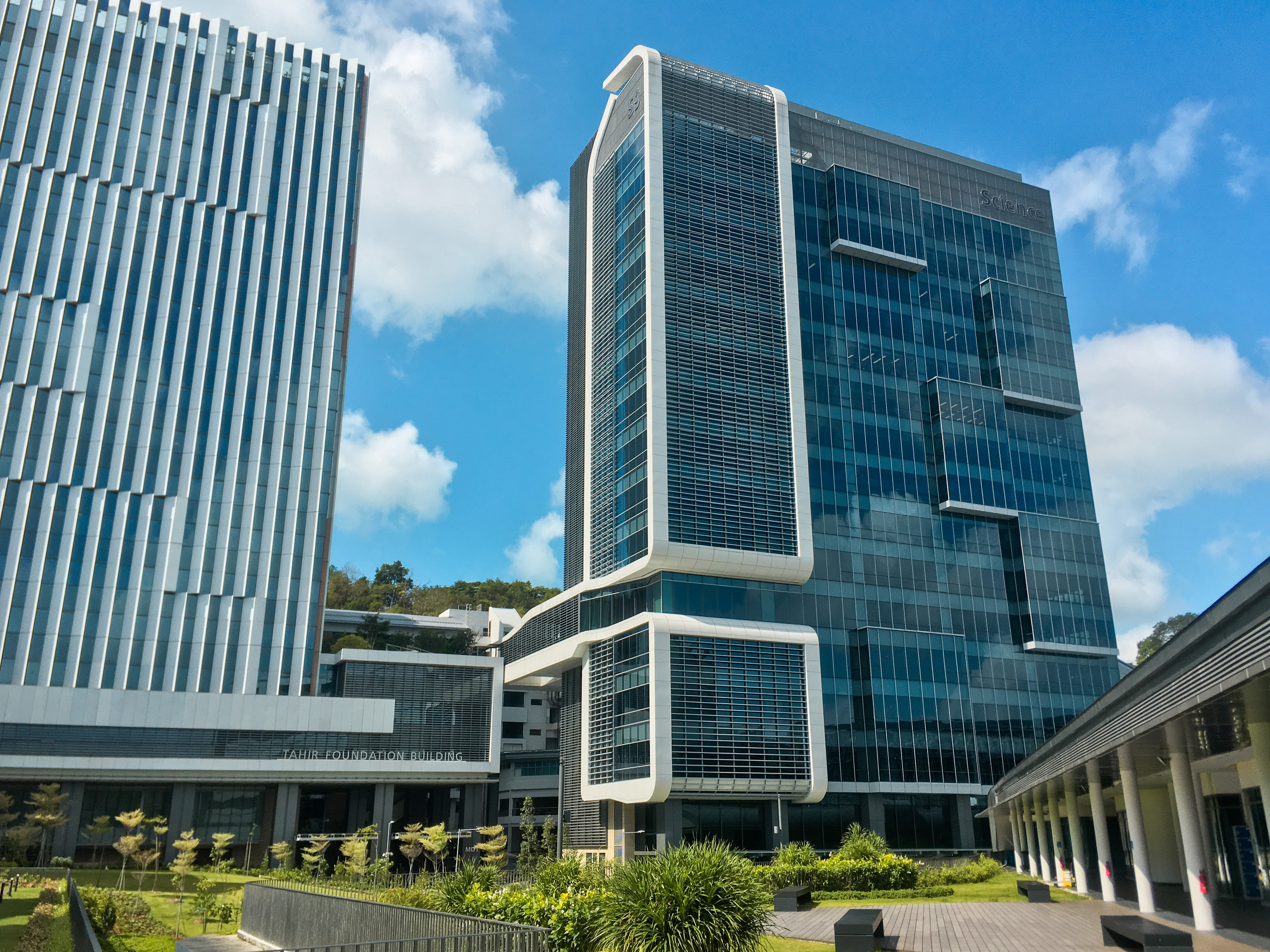
Een van de gebouwen van de Nationale Universiteit van Singapore.

Er zijn zes publieke universiteiten, namelijk de National University of Singapore, Nanyang Technological University, Singapore Management University, Singapore University of Technology and Design, Singapore Institute of Technology en Singapore University of Social Sciences.
Anders dan de publieke onderwijsinstellingen zijn er ook twee campussen van buitenlandse instellingen, Curtin Education Centre en James Cook University Singapore.
Er is ook een Nederlandse basisschool, de Hollandse School Limited (HSL).

## Gezondheidszorg
De gezondheidszorg in Singapore valt onder de bevoegdheid van het Ministerie van Gezondheid en zijn semi-autonome instellingen, waaronder de Raad voor Gezondheidspromotie, de Raad voor Gezondheidswetenschappen, de Verpleegkundige Raad, de Tandheelkundige Raad, de Medische Raad, de Farmaceutische Raad en de Raad der Traditionele Chinese Geneesheren. Alle gezondheidsinstellingen, met inbegrip van rust- en verzorgingstehuizen, moeten vergund worden en zijn onderworpen aan kwaliteitsstandaarden.
Van de 29 ziekenhuizen zijn er 16 openbare instellingen, 8 privéinstellingen en 5 organisaties zonder winstoogmerk. Daarnaast bestaan er ongeveer 1700 private klinieken voor eerstelijnszorg. De openbare ziekenhuizen zijn ingedeeld in 3 gedecentraliseerde clusters.
Het nationale plan voor gezondheidszorg van 1983 legde de basis voor een ziektekostenverzekering met universele dekking. Het systeem bestaat uit 3 componenten (MediSave, MediShield en MediFund) waarvan de financiering grotendeels uit bijdragen van de leden bestaat.
In verschillende internationale ranglijsten behoort de Singaporese gezondheidszorg tot de wereldtop. Singapore is daardoor ook een belangrijke bestemming voor medisch toerisme.

## Geboren
- Jos de Gruyter (1899-1979), Nederlands kunstcriticus en museumdirecteur
- Joshua Benjamin Jeyaretnam (1926-2008), politicus
- Albert Kok (1939), Nederlands psycholoog
- Tony Anholt (1941-2002), Brits televisieacteur
- Paul Lim (1954), darter
- William Goh (1957), kardinaal
- Terry Butcher (1958), Engels voetballer en voetbalcoach
- Fandi Ahmad (1962), voetballer
- Joseph Prince (1963), predikant
- Louis Theroux (1970), Brits documentairemaker
- Daniel Kowalski (1975), Australisch zwemmer
- Vanessa-Mae (1978), Brits violiste
- Tila Tequila (Tila Nguyễn) (1981), Amerikaans model, zangeres en tv-presentatrice
- Jackson Rathbone (1984), Amerikaans filmacteur
- Muhammad Taqi (1986), voetbalscheidsrechter
- Kygo (1991), Noors dj
- Jorg Schreuders (2004), Nederlands voetballer